# Unterseeboot UB-117
Pour les autres navires du même nom, voir Unterseeboot 117.
L'Unterseeboot UB-117 est un sous-marin (U-Boot) allemand de type UB III utilisé par la Kaiserliche Marine pendant la Première Guerre mondiale. Il est mis en service dans la marine impériale allemande le 6 mai 1918.
L'UB-117 s’est rendu aux Britanniques le 26 novembre 1918 et il a été démantelé à Felixstowe en 1919-1920.

## Conception
Comme tous les sous-marins de type UB III, l'UB-117 avait un déplacement de 519 tonnes en surface et de 649 tonnes en immersion. Ses moteurs lui permettaient de naviguer à 13,3 nœuds (24,6 km/h) en surface et à 7,4 nœuds (13,7 km/h) en immersion. Il avait un rayon d'action de 7420 milles de marins (13740 km) à sa vitesse de croisière. L'UB-117 transportait 10 torpilles et était armé d’un canon de pont de 10,5 cm SK L/45. L'UB-117 avait un équipage pouvant compter jusqu’à 3 officiers et 31 hommes.

## Historique des services
L'UB-117 a été construit par Blohm & Voss de Hambourg. Après un peu moins d’un an de construction, il a été lancé à Hambourg le 21 novembre 1917. Il a été mis en service au printemps de l’année suivante sous le commandement du Kapitänleutnant Erwin Waßner.

## Affectations
- Flottille des Flandres I : du 24 août au 4 octobre 1918
- IIe flottille : du 4 octobre au 11 novembre 1918

## Commandants
- Kapitänleutnant Erwin Waßner[4] : du 6 juin au 11 novembre 1918

## Navires coulés
| Date              | Nom           | Nationalité    | Tonnage | Destin. |
| ----------------- | ------------- | -------------- | ------- | ------- |
| 16 septembre 1918 | Acadian       | United Kingdom | 2305    | Coulé   |
| 17 septembre 1918 | Lavernock     | United Kingdom | 2406    | Coulé   |
| 18 septembre 1918 | Buffalo       | France         | 2359    | Coulé   |
| 18 septembre 1918 | John O. Scott | United Kingdom | 1235    | Coulé   |
| 18 septembre 1918 | Primo         | United Kingdom | 1037    | Coulé   |